# Le Diamant mystérieux
Pour les articles homonymes, voir Diamant (homonymie).
Pour plus de détails, voir Fiche technique et Distribution.
Le Diamant Mystérieux, également connu sous le titre Le Dernier Fiacre (titre original : L'ultima carrozzella), est un film de procès de 1943 réalisé par Mario Mattoli.

## Synopsis
Antonio Urbani, dit « Toto », est un cocher romain. Cet homme nourrit une forte antipathie pour les chauffeurs de taxis, d'après lui la cause de la disparition progressive des véhicules hippomobiles et de leurs conducteurs. Un de ces taxistes est son ex-ami Pasquale, avec son fils Roberto.
Un jour, Toto prend en course une chanteuse de cabaret qui a hâte d'arriver à la gare pour prendre le train, et qui dans sa précipitation oublie dans le fiacre une valisette. Immédiatement après, Toto, sur le chemin de retour, est tamponné par la voiture conduite par Roberto.
Le jour suivant, Toto lit une annonce signalant la valise perdue et s'emploie à la restituer à sa propriétaire, la rapportant à la pension où elle loge. Il fait la connaissance du comique Valentino, le colocataire de la chanteuse. Il reçoit une récompense pour avoir rapporté la valisette, qu'il ira parier avec Valentino sur une course de chevaux, gagnant une somme importante.
Mais quelques jours plus tard, il se fait accuser par la chanteuse d'avoir substitué un précieux anneau qui se trouvait dans la valisette par un faux. Il se retrouve au tribunal à se défendre de l'accusation, et c'est grâce à l'aide de Roberto qu'il sera disculpé.

## Fiche technique
- Titre original : L'ultima carrozzella
- Titre français : Le Diamant mystérieux ou Le Dernier Fiacre
- Réalisation : Mario Mattoli, assisté par Leo Catozzo
- Scénario : Aldo Fabrizi (sujet) et Federico Fellini (scénario)
- Direction artistique : Piero Filippone
- Photographie : Tino Santoni
- Montage : Fernando Tropea (en)
- Musique : Mario Ruccione (it)
- Société(s) de production : Continentalcine
- Société(s) de distribution : Artisti Associati
- Pays d’origine :  Royaume d'Italie
- Langue originale : italien
- Format : noir et blanc
- Genre : comédie
- Durée : 90 minutes
- Dates de sortie : 1943

## Distribution
- Aldo Fabrizi : Toto, le cocher
- Anna Magnani : Mary Dunchetti, la chanteuse de cabaret
- Anita Durante : Adele, femme di Toto
- Elide Spada : Nannarella, la fille de Toto
- Enzo Fiermonte : Roberto Pinelli
- Tino Scotti : Valentino Doriani, le comique
- Aristide Garbini : Pasquale Pinelli
- Lauro Gazzolo : Andrea
- Emilio Baldanello (it) : avocat de la défense
- Romolo Balzani (it) : chanteur de variétés
- Giulio Battiferri (it) : cocher
- Ciro Berardi (it) : Oreste Nardi
- Gustavo Cacini (it) : vagabond qui a une altercation avec Roberto
- Amleto Patroni : ministère public
- Totò Mignone (it) : un monsieur au procès
- Giacinto Molteni (it) : juge
- Renato Mariani : voyageur
- Greta Kaiser : Ivy, danseuse
- Carlo Iantaffi (it) : taxiste
- Pasqualino Fasciano : détenu
- Oreste Fares (it) : médecin
- Leopoldo Valentini : Ottone Roncucci
- Guido Verdiani : commissaire de police
- Alberto Sorrentino : client qui demande à monter sur le coche
- Olga Solbelli : patronne de la pension Flora
- Mario Ruccione (it) : maître de musique
- Corrado Racca : avocat de la partie civile
- Paolo Ferrara : arnaqueur à l'hippodrome
- Nando Bruno : Augusto Pallotta
- Vittorio Cuomo : Filippo
- Marina Doge : amie de Nannarella

### Crédits de traduction
- (it) Cet article est partiellement ou en totalité issu de l’article de Wikipédia en italien intitulé « L'ultima carrozzella » (voir la liste des auteurs).